# Hubert Henderson
Hubert Douglas Henderson, född 20 oktober 1890, död 22 februari 1952, var en brittisk nationalekonom.
Hubert Henderson blev professor vid Oxford University 1945. Han deltog i en rad statliga utredningar, var sekreterare i Economic Advisory Council 1930–1934, blev ledamot av den brittiska befolkningskommissionen 1944 och dess ordförande 1946. Bland Hendersons skrifter märks Supply and Demand (1922, svensk översättning samma år).